# Vinko Uhlik
Vinko Uhlik (Beograd, 21. svibnja 1933.) hrvatski je arhitekt i akademski slikar. 
Rođen je 21. svibnja 1933. godine u Beogradu, ali živi i djeluje u Zagrebu. Na akademiji likovnih umjetnosti diplomirao je 1957. godine u klasi profesora Otona Postružnika. Nakon studija od 1958. do 1961. godine intenzivno se bavio slikarstvom te je s grupama Staza, 15 mladih, Zagrebački krug i Likum izlagao svoje radove u Zagrebu, Splitu i Bolu na Braču. Na Arhitektonskom fakultetu diplomirao je 1965. godine kod profesora Vladimira Turine. 
Od 1961. do 1984. godine radio je u poduzeću za industrijsko građenje Jugomont, arhitektonsko-urbanističkom projektnom birou Projektant i Urbanističkom zavodu Dalmacije u Splitu.  
Godine 1984. zaposlio se na Agronomskom fakultetu u Zagrebu kao savjetnik za razvoj, a surađivao je i kao asistent i vanjski suradnik s prof. Brunom Milićem na studiju Oblikovanje pejsaža.
Otkada je umirovljen 1994. godine intenzivnije se bavi slikarstvom i priređuje samostalne izložbe u Hrvatskoj i inozemstvu.
Član je strukovnih udruženja: HDLU-a, LIKUM-a (za slikarstvo) te UHA-e i DAZ-a za arhitektonske djelatnosti.

## Realizirani projekti
Vinko Uhlik jedan je od istaknutih protagonista urbanističko-arhitektonskog planiranja i promišljanja prostora Novoga Zagreba i Zagreba u cjelini. Urbanistički planovi naselja Zapruđe, Utrina, Siget i Središće rezultat su njegova višedesetljetnoga stručnog rada i paradigmatski su primjeri i nezaobilazni smjerokazi ostvarivanju kvalitete životnog okvira, pri čemu su ravnopravno uključeni stambeni i društveni aspekti.
Najznačajniji arhitektonski i urbanistički projekti Vinka Uhlika svakako su oni koji su nastali od 1966. do
1980. godine, a odnose se u cijelosti na koncepciju i izgradnju Novog Zagreba, koji je sav izgrađen od ranih 1950-tih
do početka dvadesetprvog stoljeća. Karakteristično za sva naselja (tzv. mikrorajoni ) toga grada jest s jedne strane
modernistička ekspresija (izraz), a s druge socijalne strane, vrlo visoka razina prostornih i građanskih normi kako za cijelo naselje tako i za pojedine zgrade. Posebno vrijednu karakteristiku Zapruđa, Utrina, Središća i Sigeta predstavljaju prostrani javni prostori, pješački trgovi, brojni parkovi i obilato dimenzionirani
školski i predškolski prostori.

Izradom natječajnih radova i studija obogatio je i usmjerio urbanistička promišljanja o centru novog Zagreba i priobalju Save, novom centru grada uz središnju os, ali i o povijesnom gradskom tkivu. Odlike njegova rada jasne su prostorne koncepcije primjerene mogućnostima prostora, ali i ambicijama zadatka i vremena: planiranje pejzaža u svim mjerilima, obilje neizgrađenog prostora uz pomno komponiranje sadržaja te komplementarnost i nerazdvojivost urbanizma, arhitekture i tehnologije građenja.[nedostaje izvor]

## Arhitektonske nagrade
- Nagrada Vladimir Nazor za životno djelo u području arhitekture i urbanizma – 2021.

- Nagrada grada Zagreba, dodijeljena u Staroj gradskoj Vječnici 31. 5. 2022. kao najveće priznanje grada Zagreba. Uručena od strane predsjednika gradske skupštine.
- Nagrada grada Splita 1969.  za   uspjehe postignute na području znanosti i kulture za prostorno pejsažno rješenje poluotoka Marijan u Splitu (uz suradnike  G. Mitrović, F. Mudnić i D. Grgurević).

## Slikarstvo
Slikarstvom i primijenjenim likovnim disciplinama bavio se od 1957. godine. U tom je vremenu naslikao brojne slike i održao desetak izložbi u Hrvatskoj (Zagreb, Split, Makarska, Sinj, Tribunj, Bol, Zlarin) te u Aalborgu i Kopenhagenu, Londonu i Rimu. 

## Monografija
U siječnju 2019. godine Uhlik izdaje svoju prvu monografiju Graditi i slikati grad, koja obuhvaća preko sto njegovih radova na području arhitekture i urbanizma te njegov slikarski opus. 

## Izložba: Vinko Uhlik:Uz ostalo i...... slikam
5. studenoga 2020. u Oris Kući arhitekture u Zagrebu otvarena je izložba arhitekta i slikara Vinka Uhlika Uz ostalo i...... slikam. Na izložbi su izložene 42 slike nastale u preko 60 godina slikarskog rada. Sve slike izložene na izložbi nastale su u raznim vremenskim situacijama najčešće u odmoru od arhitekture. Slike se razlikuju u motivima, ali i u tehnikama slikanja. Uz radove nastale tušem najviše izloženih slika nastalo je vodenim slikarskim tehnikama: akvarelom, temperom, gvašem ili njihovim kombinacijama.
- Ulica, 1957. god.
- Slavoluk, Pariz 1954. god.
- Brod, 2007. god.
- Bor, 1974. god.
- Luka i oblaci, 1986. god.

## Vanjske poveznice
- Vinko Uhlik enciklopedija.hr